# Systatica
Systatica är ett släkte av fjärilar. Systatica ingår i familjen mätare.
Kladogram enligt Catalogue of Life:
| Systatica | \| \| Systatica bilineata \| \| \| \| \| \| Systatica drakei \| \| \| \| \| \| Systatica xanthastis \| \| \| \| |
|           | \| \| Systatica bilineata \| \| \| \| \| \| Systatica drakei \| \| \| \| \| \| Systatica xanthastis \| \| \| \| |
|           | Systatica bilineata                                                                                             |
|           | |
|           | Systatica drakei                                                                                                |
|           | |
|           | Systatica xanthastis                                                                                            |
|           | |